# 囊腺癌
囊腺癌（Cystadenocarcinoma），是一类囊腺瘤的恶性性状，也是一类发生于腺上皮的恶性肿瘤，其中囊腺分泌物积累并形成了癌变组织。其癌症细胞呈现出不同程度的逆行性生长和入侵性，并形成癌症细胞。囊腺癌通常病发于卵巢，形成假性粘液囊肿和浆液性组织。研究发现类似的肿瘤组织病发于胰腺，尽管此类病例更为罕见。这种癌症常常伴发腹腔积液。

## 相关
- 乳头状浆液性囊腺癌